# Nibiru (akkád asztronómia)
Nibiru egy akkád terminus, amelyet eredetileg folyami átkelőhelyekre, gázlókra, vagy kompos-csónakos átkelőkre alkalmaztak. A jelentése eredetileg átkelőhajó és bérelhető csónak, később átkelés, vagy átkelési pont. A III. uri dinasztia korában az asztrális jellegű Marduk isten lakóhelyének neve lett, a jelentés miatt a későbbi babiloni kozmológia a nap-éj egyenlőséggel kapcsolatos fogalmakat és égi objektumokat nevezte így. A szó értelmei között van a Jupiter bolygó is. Írásban a nēberu szó a sumer ni-pi/bi-ri formában jelenik meg, majd a kiejtés miatt a né-be-ru, ni-bi-ru, illetve ni-bi-rum forma is feltűnik. Földrajzi névben ne-bi-ru-umKI, ne-bi-irsšulgiKI és URUni-bi-ri.